# T Trianguli Australis
T Trianguli Australis är en misstänkt variabel (CST:) i stjärnbilden Södra triangeln.
Stjärnan har visuell magnitud +6,84 med variationer som inte är fastställda, varken i amplitud eller periodicitet.